# Доведення прикладом
Доведення прикладом (іноді знана як невідповідне узагальнення) — це неформальна помилка, згідно з якою справедливість твердження ілюструється одним або кількома прикладами чи випадками, а не повноцінним доказом.
Структура, форма аргументу і формальна форма доказу за прикладом зазвичай виглядає наступним чином:
'Структура:
Я знаю, що X є таким.
Тому все, що стосується X, також є таким.
Форма аргументу:
Я знаю, що x, який є членом групи X, має властивість P.
Отже, всі інші елементи X повинні мати властивість P.
Формальна форма:
{\displaystyle \exists x:P(x)\;\;\vdash \;\;\forall x:P(x)} (Якщо існують певні x, для яких виконується P(x), для всіх x виконується P(x))
Наступний приклад демонструє, чому ця лінія міркувань є логічною помилкою:
Я бачив, як людина застрелила когось.
Тому всі люди вбивці.
Недолік у цьому аргументі дуже очевидний, але аргументи тієї самої форми іноді можуть здатися дещо переконливими, як свідчить наступний приклад:
Я бачив, як націоналісти переслідують іммігрантів.
Тому націоналісти мають бути переслідувачами.
У загальноприйнятому дискурсі доведення прикладом також може бути використаний для опису спроби встановити твердження за допомогою статистично незначущих прикладів. У цьому випадку перевага кожного аргументу може бути оцінена на індивідуальній основі.

## Дійсні випадки доведення прикладом
У деяких сценаріях аргумент за прикладом може бути дійсним, якщо він веде від єдиної передумови до «екзистенційного» висновку (тобто доводить, що твердження вірне хоча б для одного випадку, а не для всіх випадків). Наприклад:
Сократ мудрий.
Отже, хтось мудрий.
(або): Я бачив, як людина крала.
Тому (деякі) люди можуть красти.
Ці приклади окреслюють неформальну версію логічного правила, відомого як екзистенційне узагальнення:
Екзистенційне узагальнення
{\displaystyle {\underline {\varphi (\beta /\alpha )}}\,\!}
{\displaystyle \exists \alpha \,\varphi \,\!}
(де {\displaystyle \varphi (\beta /\alpha )} позначає формулу, утворену шляхом заміни всіх вільних входжень змінної {\displaystyle \alpha } у {\displaystyle \varphi } на {\displaystyle \beta }.)
У математиці доведення прикладом також може використовуватися для посилань на спроби проілюструвати твердження шляхом доведення випадків твердження, розуміючи, що ці випадки містять ключові ідеї, які можна узагальнити в повноцінне доведення.